# Автовіа A-5
Автовіа A-5 (також називається Autovía del Suroeste) — це іспанська автомагістраль, яка починається в Мадриді та закінчується на португальсько-іспанському кордоні поблизу Бадахосу, де з'єднується з португальською автострадою A6.
Це один із шести радіальних автомагістралей, що йдуть від Мадрида та є частиною європейського маршруту E90. Вона замінила більшу частину колишньої дороги Н.В.

## Ділянки
| # | Від                     | до                      | Довжина  | Назва |
| - | ----------------------- | ----------------------- | -------- | ----- |
| 1 | Мадрид                  | Мостолес                | 23.50 км | A-5   |
| 2 | Мостолес                | Талавера де ла Рейна    | 99,81 км | A-5   |
| 3 | Талавера-де-ла-Рейна    | Оропеса                 | 32.02 км | A-5   |
| 4 | Оропеса                 | Навальмораль-де-ла-Мата | 35.22 км | A-5   |
| 5 | Навальмораль-де-ла-Мата | Трухільо                | 65,98 км | A-5   |
| 6 | Трухільо                | Міахадас                | 38.40 км | A-5   |
| 7 | Міахадас                | Мерида                  | 49,97 км | A-5   |
| 8 | Мерида                  | Бадахос                 | 60.07 км | A-5   |

## Великі міста які перетинає А-5

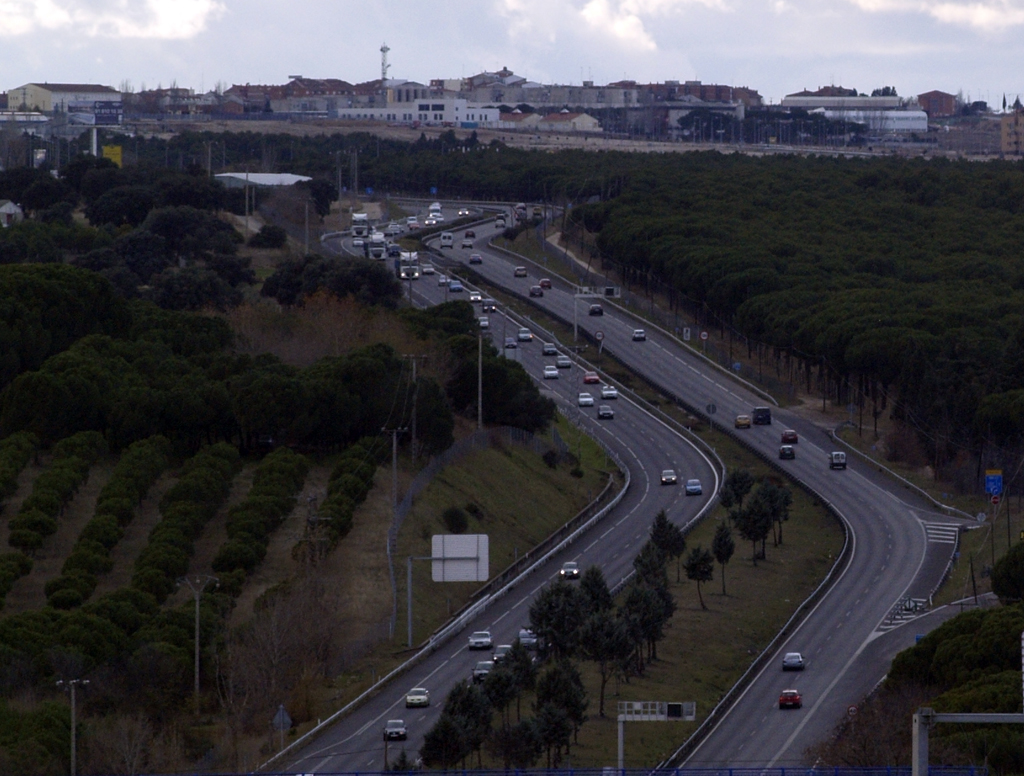
Автомагістраль A-5, що веде на південний захід у напрямку до Навалькарнеро.

- Мадрид
- Алькоркон
- Мостолес
- Навалькарнеро
- Талавера-де-ла-Рейна
- Трухільо
- Мерида
- Бадахос